# زاوية سيدي إبراهيم الرياحي
زاوية سيدي إبراهيم الرياحي هي زاوية تقع في مدينة تونس العتيقة تم بناء هذا المعلم بأمر من أحمد باي الأول سنة 1267هـ الموافق لـ1850 ميلادي للشيخ الصالح الولي إبراهيم الرياحي لتكون مقرا للطريقة التيجانية علما وأن شيخ هذه الطريقة هو سيدي أحمد التيجاني دفين المغرب. 

## تاريخ الطريقة التيجانية
كان سيدي إبراهيم الرياحي هو الذي أتى بهذه الطريقة إلى تونس عند عودته من المغرب حيث كلفه العاهل الحسيني حمودة باشا بمهمة لدى السلطان المغربي وقد تعلمها عن الفقيه علي حرازم سنة 1216هـ الموافق لـ1801 ميلادي كما كلف الملك سيدي إبراهيم الرياحي بالقيام بمهمة أخرى لدى الباب العالي باسطنبول.

## ترميم زاوية
أمر الصادق باي بترميم القبة سنة 1295هـ الموافق ل 1878 ميلادي، واستخدم لهذا الغرض حرفيين في فن النحت أتى بهم من المغرب. ولد سيدي إبراهيم الرياحي بتستور سنة 1180هـالموافق لـ1766 ميلادي، توفي في السابع والعشرين من رمضان سنة 1266هـ الموفق ل1849ميلادي ودفن بالزاوية المذكورة. مازالت الزاوية إلى يومنا هذا تستقطب مريدي هذه الطريقة الذين اعتادوا الحضور والمشاركة في إحياء طقوسها إثر صلاة العصر من كل يوم جمعة.

## إبراهيم الرياحي
هو إبراهيم بن عبد القادر بن سيدي إبراهيم الطرابلسي المحمودي بن صالح بن علي بن سالم بن إبي القاسم الرياحي التونسي ولد بتستور بتونس عام 1180 هـ .
أخذ العلم والمعرفة عن جماعة علماء وفقهاء تونس منهم حمزة الجباص وصالح الكواش ومحمد الفاسي وعمر بن قاسم المحجوب وحسن الشريف وأحمد بو خريص وإسماعيل التميمي والطاهر بن مسعود وغيرهم.. تعلّم الطريقة الأحمدية التيجانية فقد أخذها أولا بتونس عن العارف بالله سيدي الحاج علي حرازم برادة الفاسي عام 1216 هـ. 

## معرض الصور

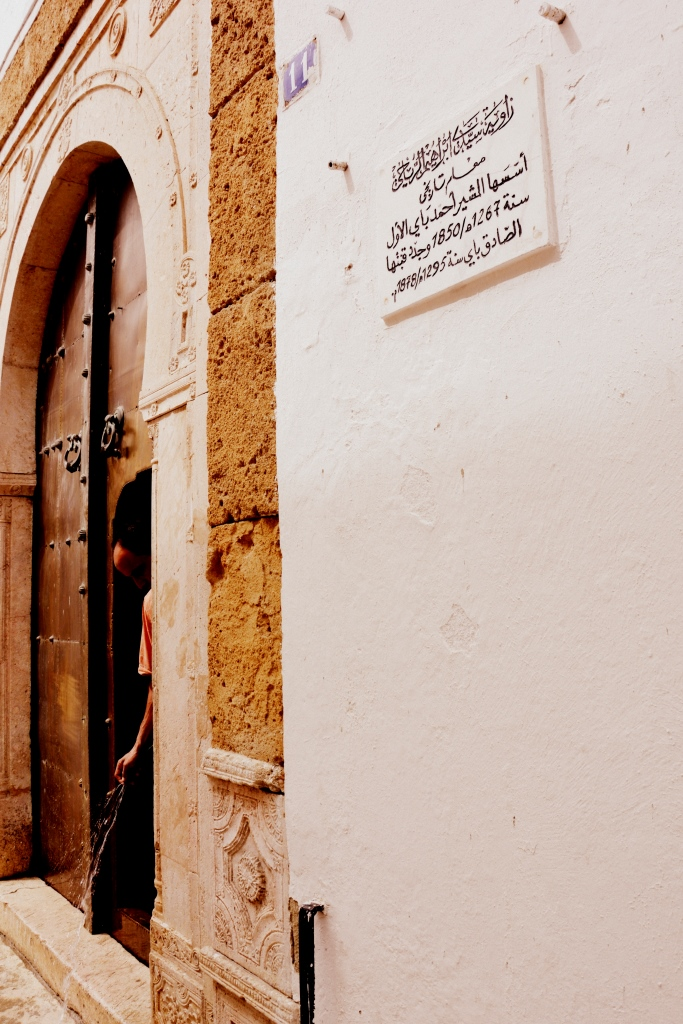
باب الزاوية
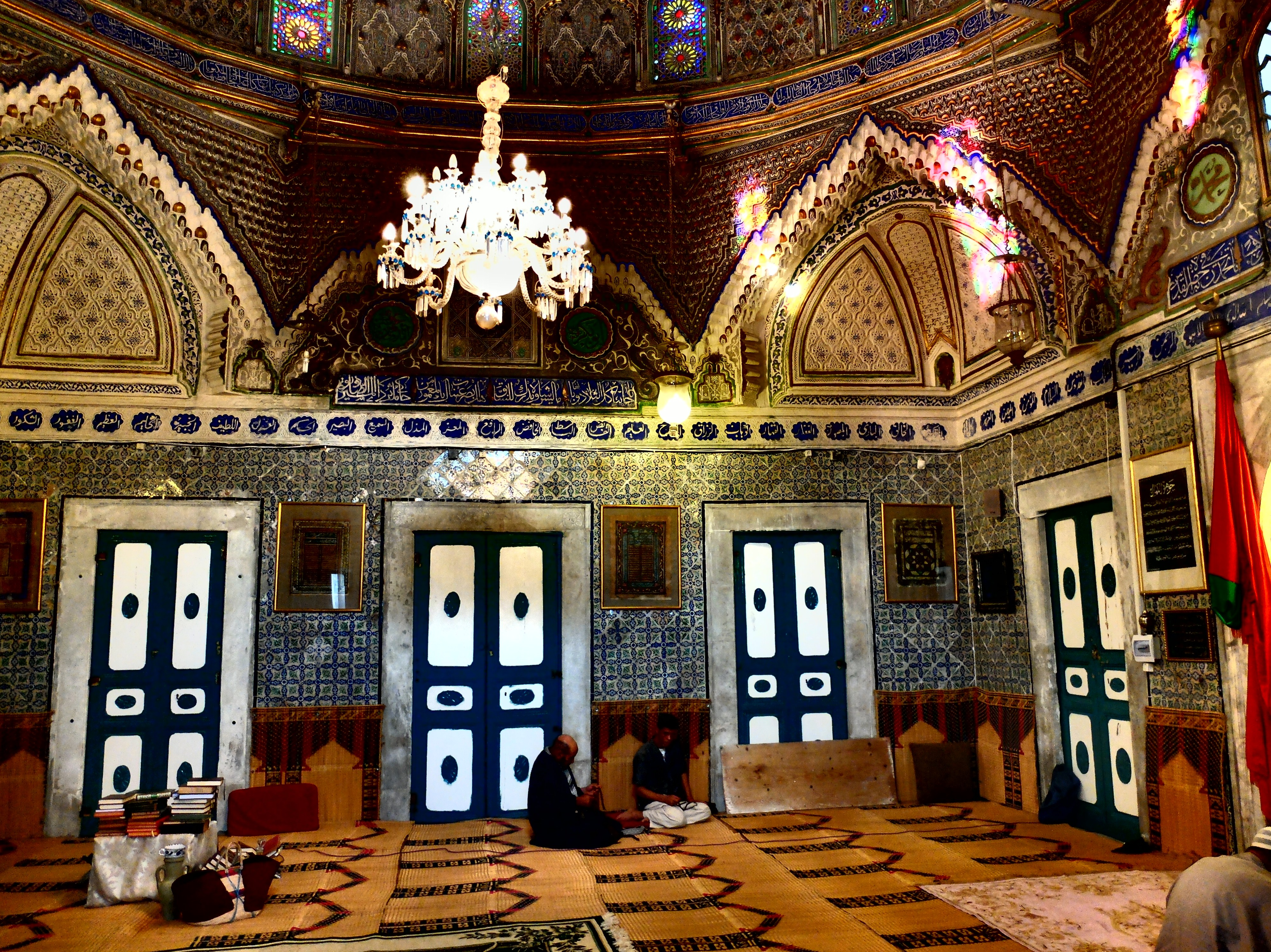
الزاوية من الداخل
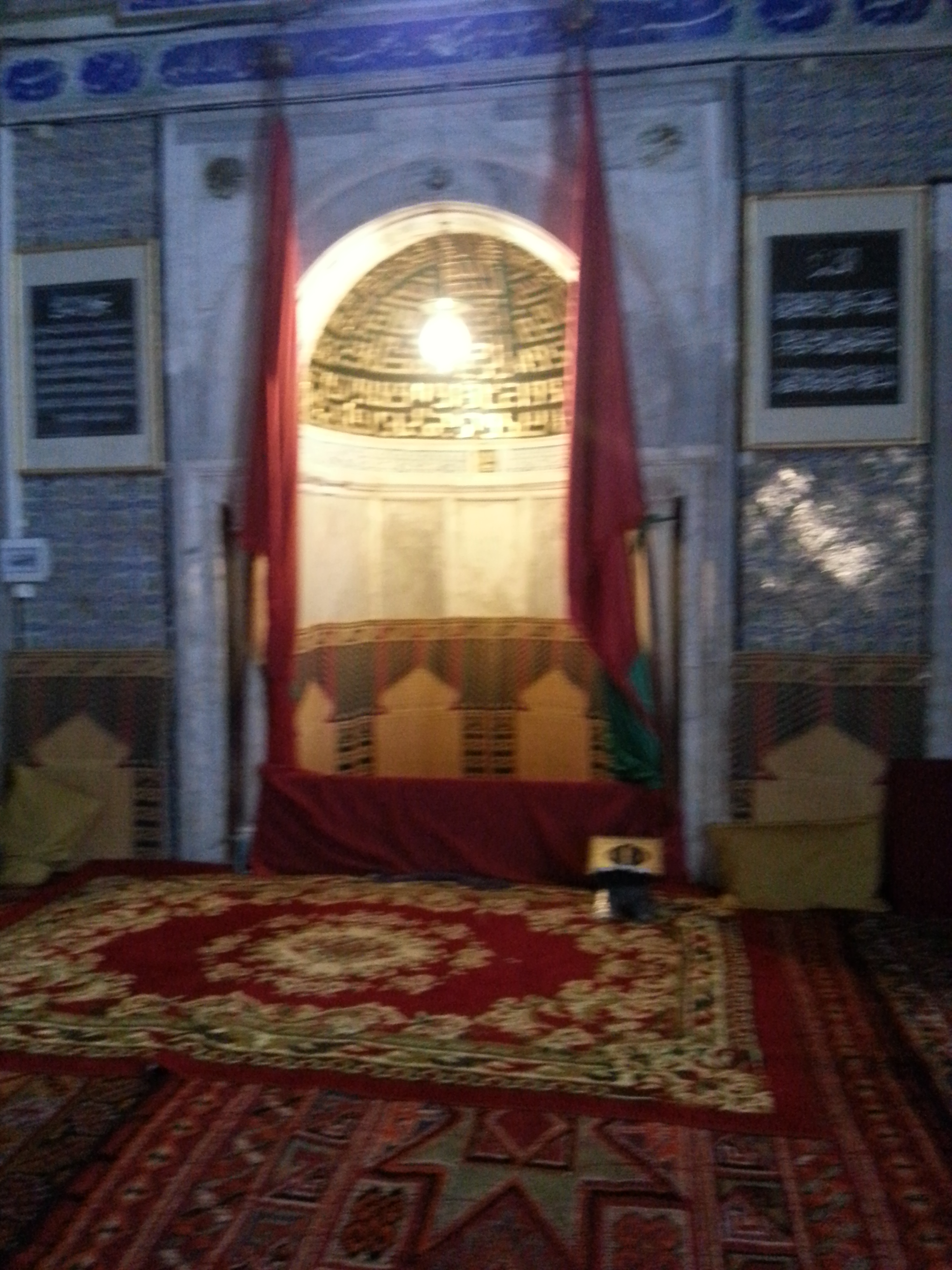
منبر الزاوية
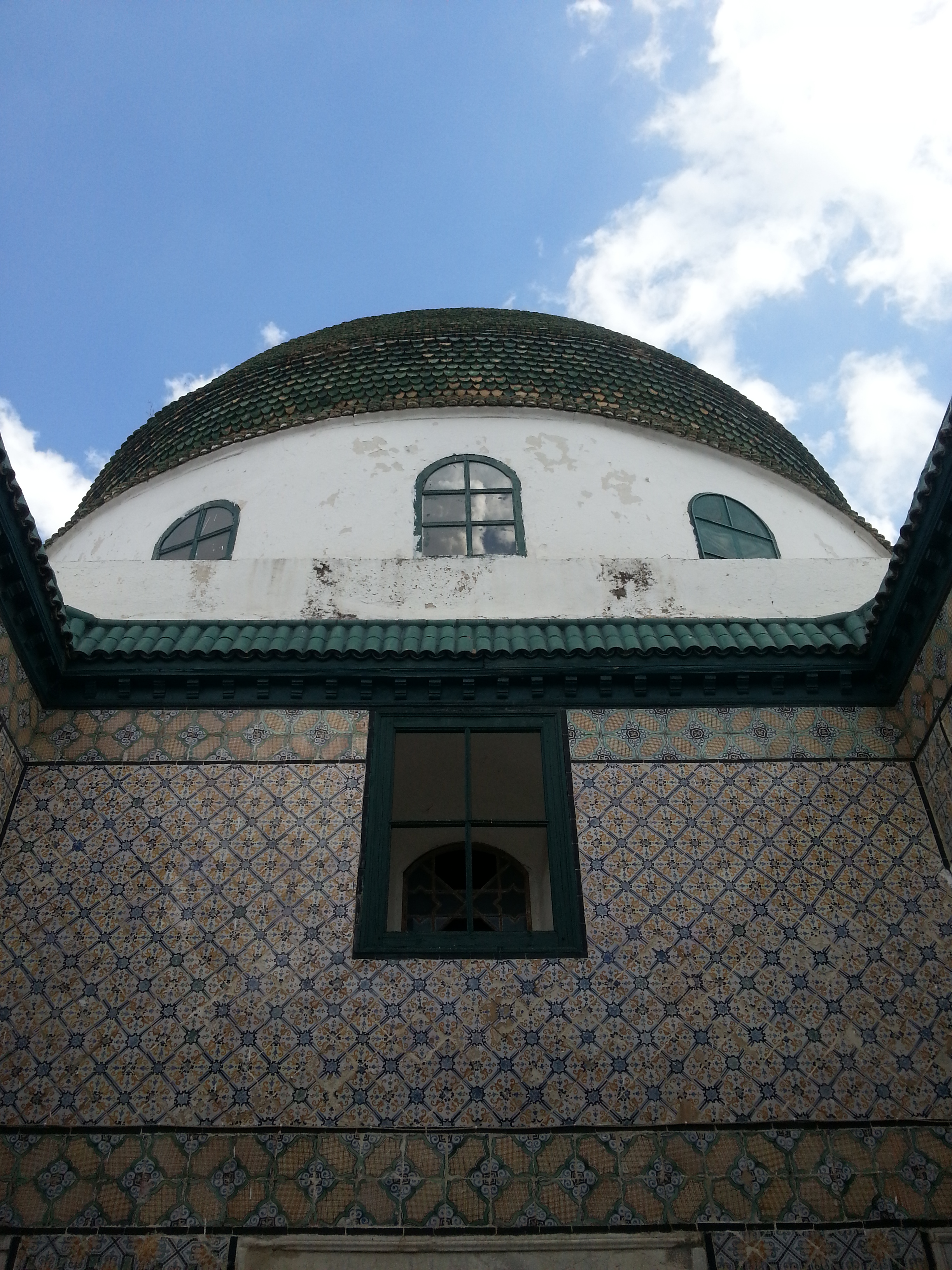
قبة الزاوية